# 閔謙鎬
閔 謙鎬（ミン・ギョモ、朝: 민겸호、1838年 - 1882年6月10日）は、李氏朝鮮の政治家。本貫は驪興閔氏。字は允益。諡号は忠肃公。

## 人物
閔致久の三男で、閔升鎬の実弟。1867年に科挙の文科に及第し、1872年に従二品に昇進、礼曹参判となった。1973年から翌年にかけて相次いで父母を亡くし、1877年に服喪が明けると、都承旨、吏曹参判、議政府有司堂上、刑曹・兵曹の各判書を歴任し、正二品に昇進、翌年には従一品に昇進した。1879年には吏曹・礼曹の各判書、宣恵庁堂上、禁衛大将、摠戎使などを歴任し、正一品に昇進した。
開化政策への転換を推進し、統理機務衙門堂上を務め、近代的軍隊である別技軍の創設に当たったが、1882年の壬午軍乱で昌徳宮に乱入した反乱軍に殺害された。